# Style théodosien
Le style théodosien désigne dans l'art de l'Antiquité tardive le courant classicisant qui se développe et connaît son apogée sous le règne de l'empereur Théodose Ier (379-395). Il domine encore l'art officiel sous le règne de ses fils et successeurs Arcadius en Orient et Honorius en Occident. Ce courant s'affaiblit dès les premières décennies du Ve siècle sous le règne de Théodose II (408-450) mais on considère parfois qu'il connaît des prolongements jusque sous le règne d'Anastase Ier (491-518) : on parle alors, peut-être abusivement, de style théodosien tardif.
Le style théodosien se caractérise d'abord par la reprise volontaire du langage artistique de l'Antiquité classique, au point que certains historiens ont pu parler de « Renaissance théodosienne ». Il n'est d'ailleurs que l'un des aspects du regain d'intérêt pour l'Antiquité classique qui caractérise la fin du IVe siècle : une autre manifestation spectaculaire de ce phénomène est la constitution de collections d'œuvre d'art gréco-romain qui constituent autant de modèles pour les commanditaires et les artistes de cette période. La collection de Lausos à Constantinople est la plus importante et la plus célèbre de ces collections.

## Le premier art théodosien

### Traits formels du style théodosien
Le style théodosien se distingue de la tradition classique par une série de caractéristiques qui marquent bien son appartenance à l'art antique tardif :
- Le rendu de l'anatomie humaine en général, et de la musculature en particulier, n'est pas le premier souci de cet art, contrairement à l'art classique. Il n'est donc pas rare de trouver dans les personnages représentés des membres disproportionnés ou distordus.

- En revanche, une grande attention est portée au drapé, au rendu réaliste minutieux des plis des étoffes, de leur texture, au traitement de la lumière et de l'ombre : il devient le point focal de la variation stylistique, et l'objet de tous les raffinements.

- Le rendu des volumes architecturaux est souvent inexistant dans les œuvres qui empruntent pourtant à la tradition classique l'usage d'un décor architectural : ce dernier n'est plus qu'une façade plane devant lequel sont figurés les personnages et non un volume. Les figures semblent flotter dans l'espace.

- De façon générale domine la simplicité des lignes, notamment dans les portraits : les contours sont précis et dessinés de façon calligraphique.

- Les visages sont allongés, et les corps présentent souvent un léger déhanchement qui leur donne une silhouette en S caractéristique. Les têtes sont souvent petites par rapport au corps, les mains longues et fines, rendues en détail, de même que les pieds.

### Œuvres représentatives du style théodosien
Monuments datés avec certitude du règne de Théodose Ier et constituant le corpus de départ pour l'étude stylistique :

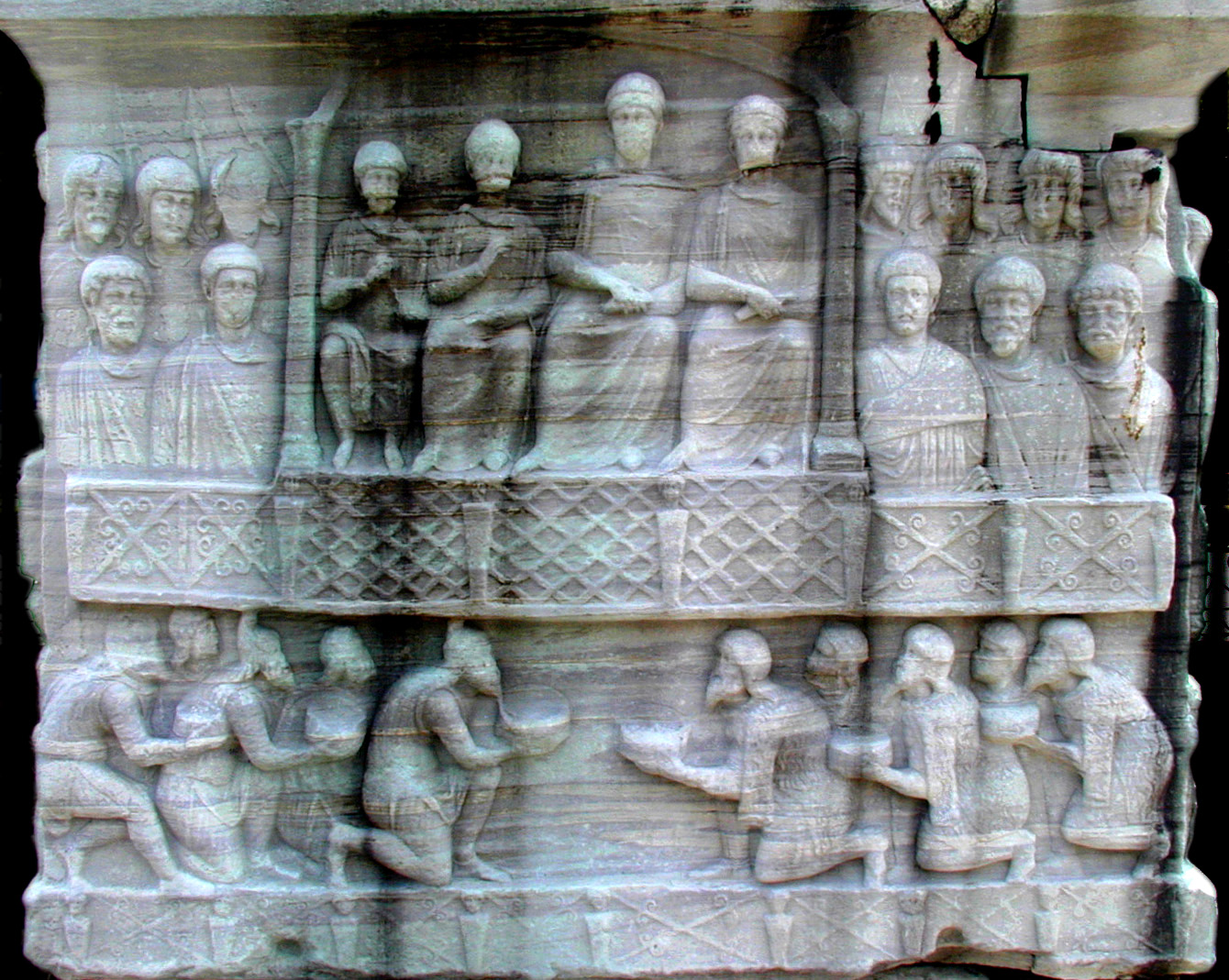
Face N.-O. de la base sculptée de l'obélisque en 390
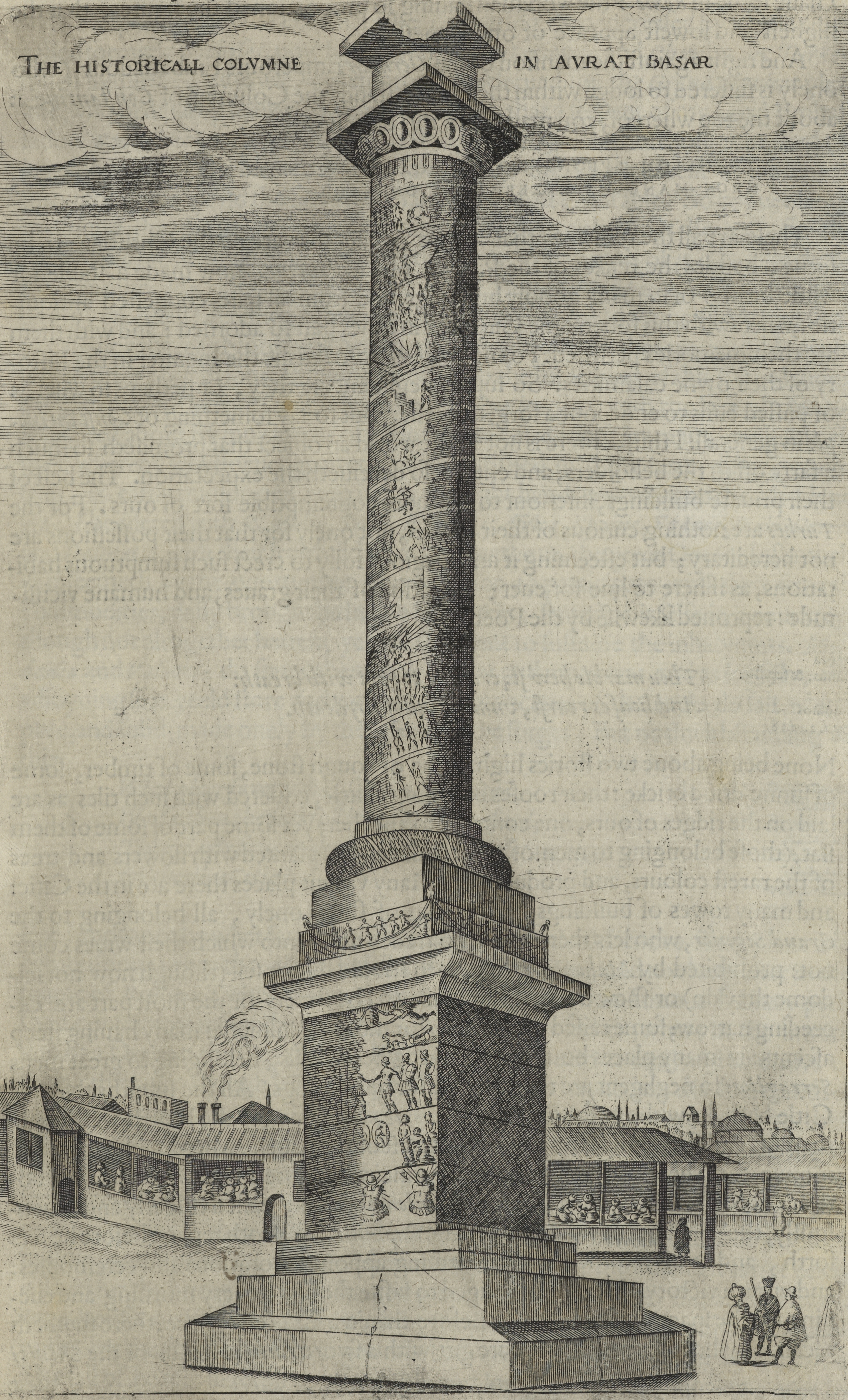
Colonne d'Arcadius commencée en 402
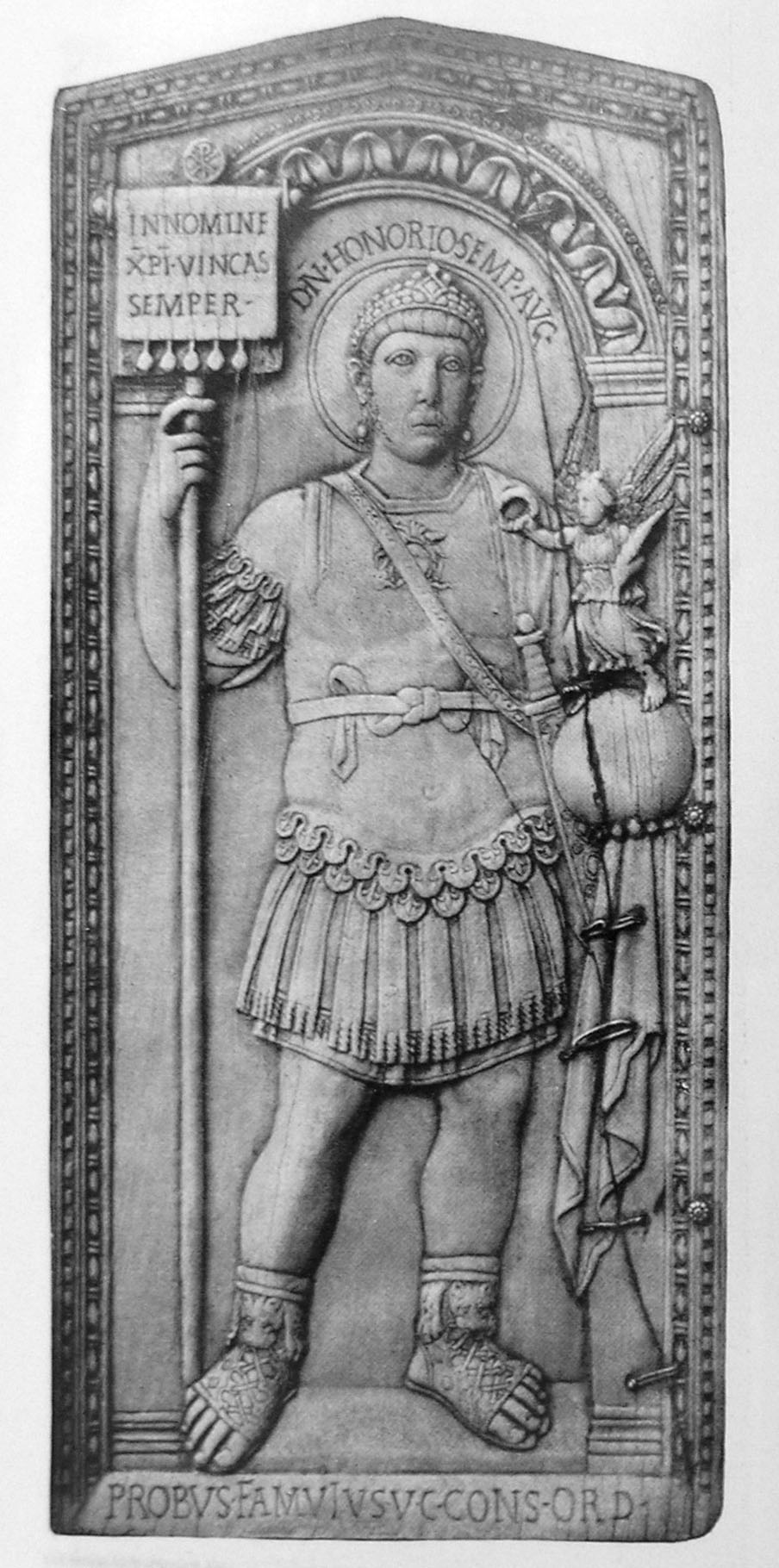
Diptyque de Probus consul pour l'occident en 406

Il faut y ajouter la statue d'un empereur trouvée à Aphrodisias et datée par l'épigraphie vers 390, et le décor de la colonne de Théodose, en 387, perdue à l'exception de quelques fragments et dessins.